# Oman aux Jeux olympiques d'été de 2024
Oman participe aux Jeux olympiques de 2024 à Paris. Il s'agit de sa 11e participation à des Jeux olympiques d'été.
Les athlètes Ali Anwar Al-Balushi (en) et Mazoon Al-Alawi (en) sont nommés porte-drapeaux de la délégation omanaise.

## Nombre d’athlètes qualifiés par sport
Voici la liste des qualifiés et sélectionnés omanais par sport (remplaçants compris) :
| Sport                                 | Hommes | Femmes | Total |
| ------------------------------------- | ------ | ------ | ----- |
| Athlétisme                            | 1      | 1      | 2     |
| Sports aquatiques • Natation sportive | 1      | -      | 1     |
| Tir                                   | 1      | -      | 1     |
| Total                                 | 3      | 1      | 4     |

## Résultats

### Athlétisme

#### Hommes
| Athlète              | Épreuve | Tour préliminaire | Tour préliminaire | Premier tour | Premier tour | Demi-finales | Demi-finales | Finale  | Finale  |
| Athlète              | Épreuve | Temps             | Rang              | Temps        | Rang         | Temps        | Rang         | Temps   | Rang    |
| -------------------- | ------- | ----------------- | ----------------- | ------------ | ------------ | ------------ | ------------ | ------- | ------- |
| Ali Anwar Al-Balushi | 100 m   | Exempté           | Exempté           | 10 s 26      | 6e           | Éliminé      | Éliminé      | Éliminé | Éliminé |

#### Femmes
| Athlète         | Épreuve | Tour préliminaire | Tour préliminaire | Premier tour | Premier tour | Demi-finales | Demi-finales | Finale   | Finale   |
| Athlète         | Épreuve | Temps             | Rang              | Temps        | Rang         | Temps        | Rang         | Temps    | Rang     |
| --------------- | ------- | ----------------- | ----------------- | ------------ | ------------ | ------------ | ------------ | -------- | -------- |
| Mazoon Al-Alawi | 100 m   | 12 s 58           | 7e                | Éliminée     | Éliminée     | Éliminée     | Éliminée     | Éliminée | Éliminée |

### Natation
| Athlète       | Épreuve          | Séries  | Séries | Demi-finales | Demi-finales | Finale  | Finale  |
| Athlète       | Épreuve          | Temps   | Rang   | Temps        | Rang         | Temps   | Rang    |
| ------------- | ---------------- | ------- | ------ | ------------ | ------------ | ------- | ------- |
| Issa Al-Adawi | 100 m nage libre | 53 s 19 | 70e    | Éliminé      | Éliminé      | Éliminé | Éliminé |

### Tir
| Tireurs        | Compétition     | Qualification | Qualification | Finale  | Finale  |
| Tireurs        | Compétition     | Points        | Rang          | Points  | Rang    |
| -------------- | --------------- | ------------- | ------------- | ------- | ------- |
| Said Al-Khatri | Fosse olympique | 114           | 30e           | Éliminé | Éliminé |